# Jerome Myers

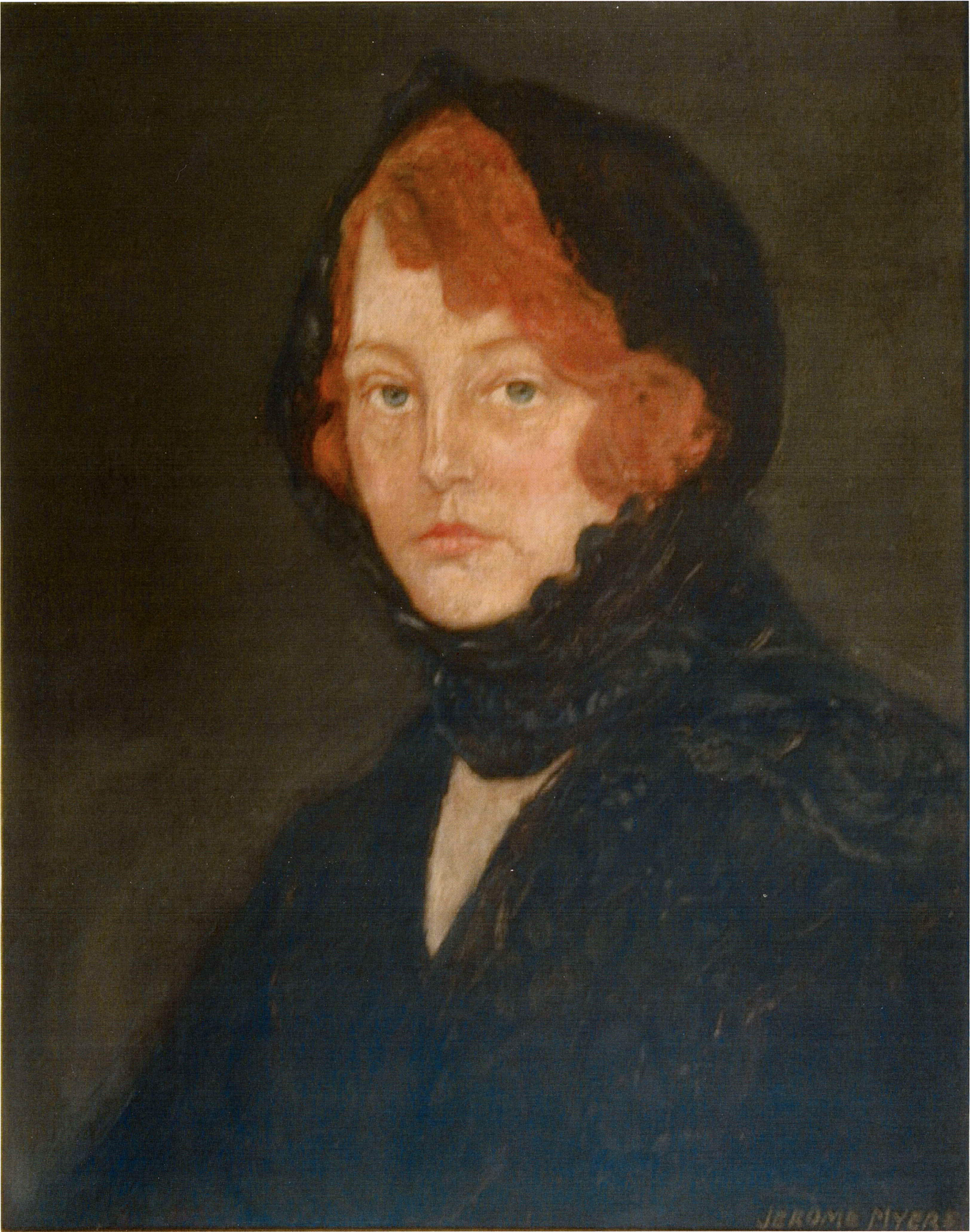
Jerome Myers, Ethel z rudymi włosami (portret żony artysty)

Jerome Myers (ur. 20 marca 1867 w Petersburgu, stan Wirginia, Stany Zjednoczone, zm. 29 czerwca 1940 w Nowym Jorku) – amerykański malarz, grafik i publicysta, kojarzony z ugrupowaniem Ashcan School. Członek Association of American Painters and Sculptors i National Academy of Design.

## Życiorys
Jerome Myers urodził się jako jedno z pięciorga dzieci Abrama i Julii Hillman Myersów. Wczesne lata rodziny przebiegały pod znakiem rozpaczliwej biedy. Ojciec nie dbał o rodzinę i nie był w stanie zabezpieczyć jej bytu od strony finansowej. Podróżował do wielu krajów. Ciężar wychowania dzieci spadł na matkę, która, będąc inwalidką, nie była w stanie sprostać temu zadaniu. W 1877 roku, na czas jej pobytu w szpitalu, dzieci zostały umieszczone w rodzinach zastępczych. Jerome znalazł się w sierocińcu, w którym przebywał do czasu wyzdrowienia matki. Myers swoje trudne dzieciństwo spędzał w Filadelfii, Trenton i Baltimore. W 1881 roku przeprowadził się do Nowego Jorku, gdzie pracował jako malarz szyldów, wnętrz i dekoracji teatralnych. W 1887 roku rozpoczął naukę w Cooper Union, a w roku następnym w Art Students League of New York, w której studiował przez kolejnych 8 lat pod kierunkiem George’a de Foresta Brusha i Kenyona Coxa. Do połowy lat 90. XIX wieku na jego dorobek twórczy składały się rysunki, pastele, akwarele i akwaforty. W latach 90. Myers pracował jako ilustrator gazetowy. W 1896 roku wyjechał do Paryża. Po roku 1900 zajął się etatowo malowaniem. Regularnie wystawiał. W 1904 roku jego prace były wystawiane w Society of American Artists, Municipal Art Society, Lotos Club, Colonial Club i w Universal Exposition w Saint Louis, gdzie za obraz Nocny koncert dostał brązowy medal. W latach 1902–1910 8 jego obrazów zostało wybranych na wystawę w National Academy of Design. W 1908 roku Myers miał swoją pierwszą indywidualną wystawę (25 prac) w Macbeth Gallery w Nowym Jorku, za którą otrzymał pochlebne recenzje krytyków. Był kojarzony z artystami reprezentującymi realizm, choć prace o tematyce miejskiej malował na długo przed nimi, bo już w 1887 roku. Przyczynił się do założenia Association of American Painters and Sculptors (AAPS). Celem tego stowarzyszenia było wystawianie sztuki amerykańskiej i zagranicznej, popularyzacja sztuki europejskiej w Stanach Zjednoczonych oraz większe zróżnicowanie eksponowanych gatunków sztuki niż czyniła to National Academy of Design. Artysta stał się jednym z motorów napędowych sztuki amerykańskiej 1. dekady XX wieku.
Myers wszedł w skład komitetu wykonawczego wystawy Armory Show zorganizowanej w 1913 roku. Celem wystawy było zaprezentowanie dzieł sztuki nowoczesnej zarówno amerykańskiej (John French Sloan, George Bellows, Maurice Brazil Prendergast), jak i europejskiej (m.in. Pablo Picasso, Marcel Duchamp, Wassily Kandinsky). Przed Armory Show dzieła tych artystów nigdy nie były wystawiane w Stanach Zjednoczonych. Na wystawie znalazły się również prace Myersa oraz jego żony Mae Ethel Klinck, z którą ożenił się w 1905 roku. Wystawa odniosła ogromny sukces i przyczyniła się do wzrostu zainteresowania sztuką nowoczesną w Ameryce.
W 1919 roku Myers został wybrany na członka stowarzyszonego National Academy of Design, a w 1928 został jej pełnoprawnym członkiem. W 1940 roku wydał autobiografię zatytułowaną Artist in Manhattan, mającą formę ilustrowanego pamiętnika i pozostającą do dziś najbardziej kompleksową eksploracją jego działalności artystycznej.

## Twórczość
W swych dojrzałych obrazach Myers stworzył żywe scenki ludzkich zachowań na ulicach Nowego Jorku. Częstym tematem jego prac była miejska biedota (obraz Stary dom, 1908–1915, Brooklyn Museum), co miało związek z trudnym i biednym dzieciństwem artysty. W tym kontekście istnieją związki między jego twórczością a miejskim realizmem, promowanym w twórczości artystów Ashcan School, choć na pierwszej wystawie tego ugrupowania w 1908 roku (znanego wtedy jako The Eight) zabrakło prac Myersa. Obrazy Myersa mające za temat imigranckie dzielnice, malowane energicznymi ruchami pędzla z użyciem przytłumionej, naturalistycznej palety, wykazują tematyczne i stylistyczne pokrewieństwo z obrazami Johna Frencha Sloana, George’a Luksa i Roberta Henriego, powstałymi w połowie II dekady XX wieku. Podobnie jak oni Myers usiłował naświetlić pozytywne aspekty życia społeczności pomijając takie problemy jak ubóstwo, złe warunki życiowe i dyskryminacja; wiele widoków, jak obrazy ukazujące dzieci, zostało wyidealizowanych poprzez pominięcie negatywnych cech, typowych zazwyczaj dla przeludnionego, miejskiego getto (obraz Tamburyn, 1906, Phillips Collection). Myers często portretował siebie oraz członków swojej rodziny. Twórczość Myersa, oprócz malarstwa i grafiki, obejmuje także artykuły i ilustracje, publikowane w popularnych magazynach, w tym w Edison Monthly, Arts and Decoration i Graphic Survey.

## Zbiory
Dzieła artysty znajdują się w czołowych amerykańskich muzeach jak: Metropolitan Museum of Art, Brooklyn Museum, Art Institute of Chicago, National Gallery of Art, Phillips Collection, Los Angeles County Museum of Art i in.

## Galeria

### Obrazy olejne

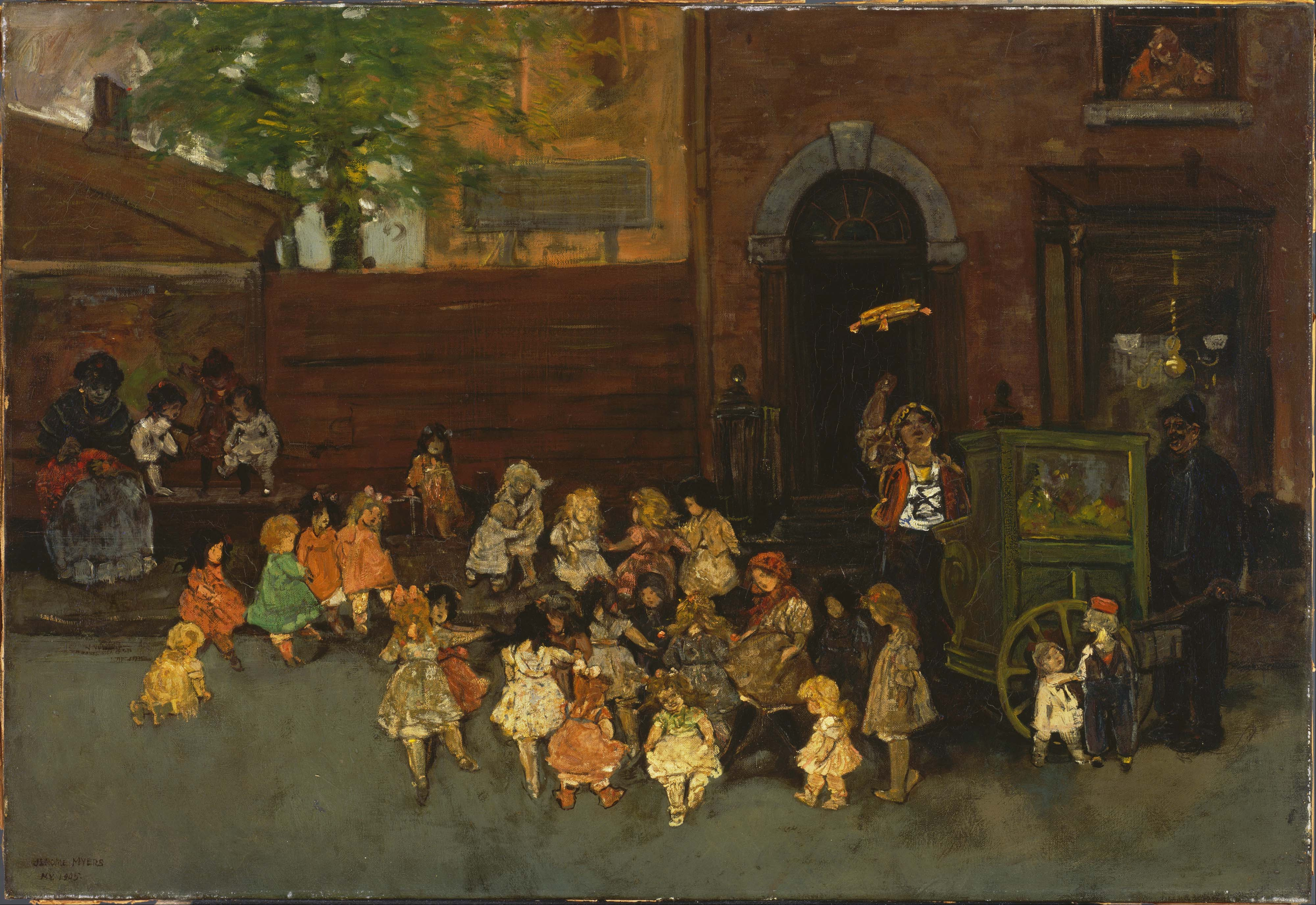
Tamburyn, 1906, Phillips Collection
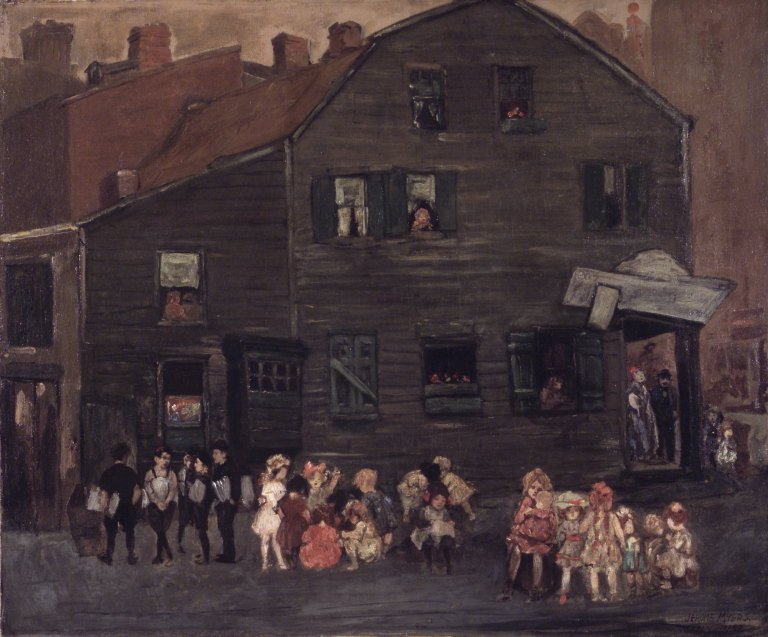
Stary dom, 1908 – 1915, Brooklyn Museum
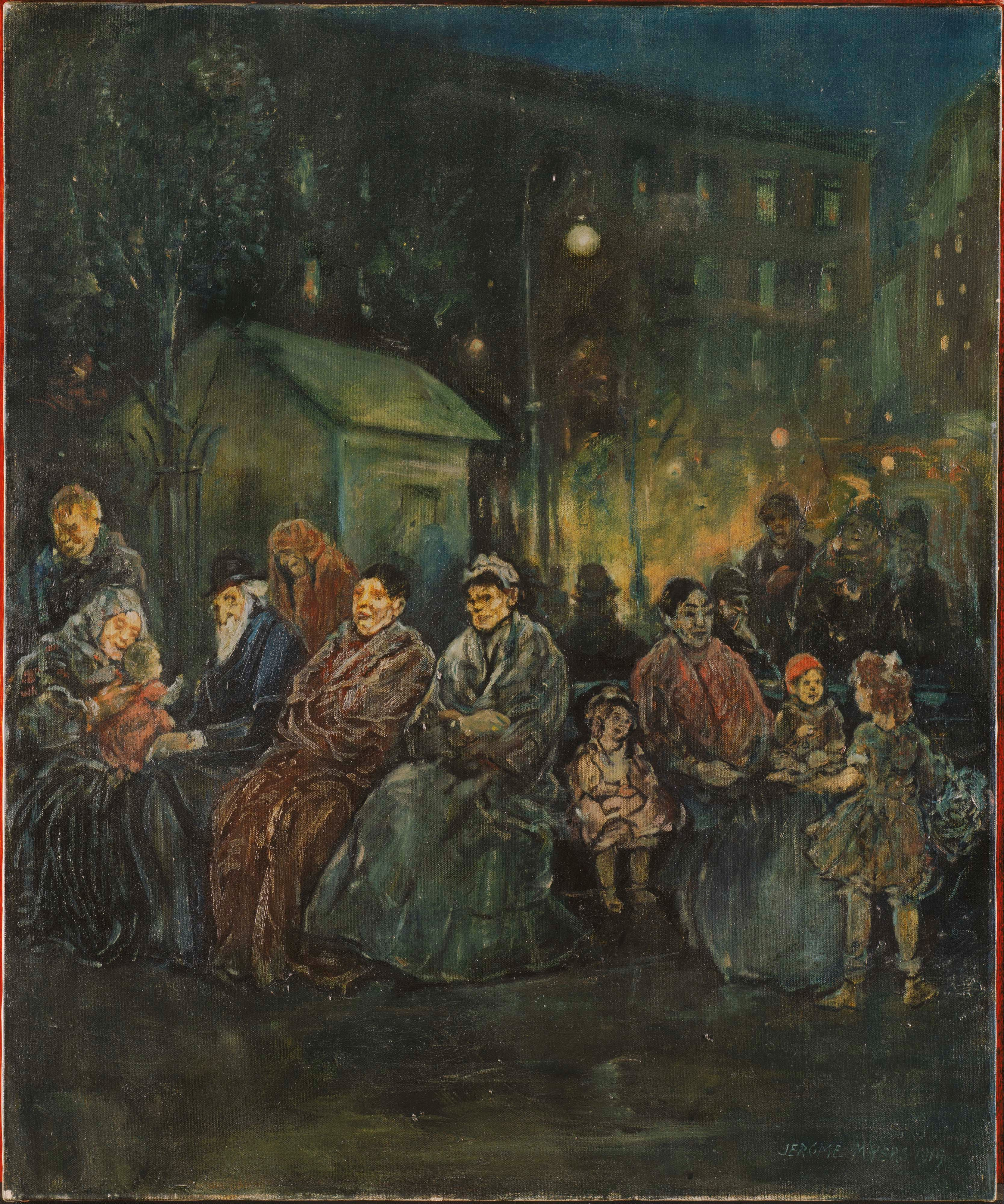
Noc w Seward Park, 1919, Phillips Collection
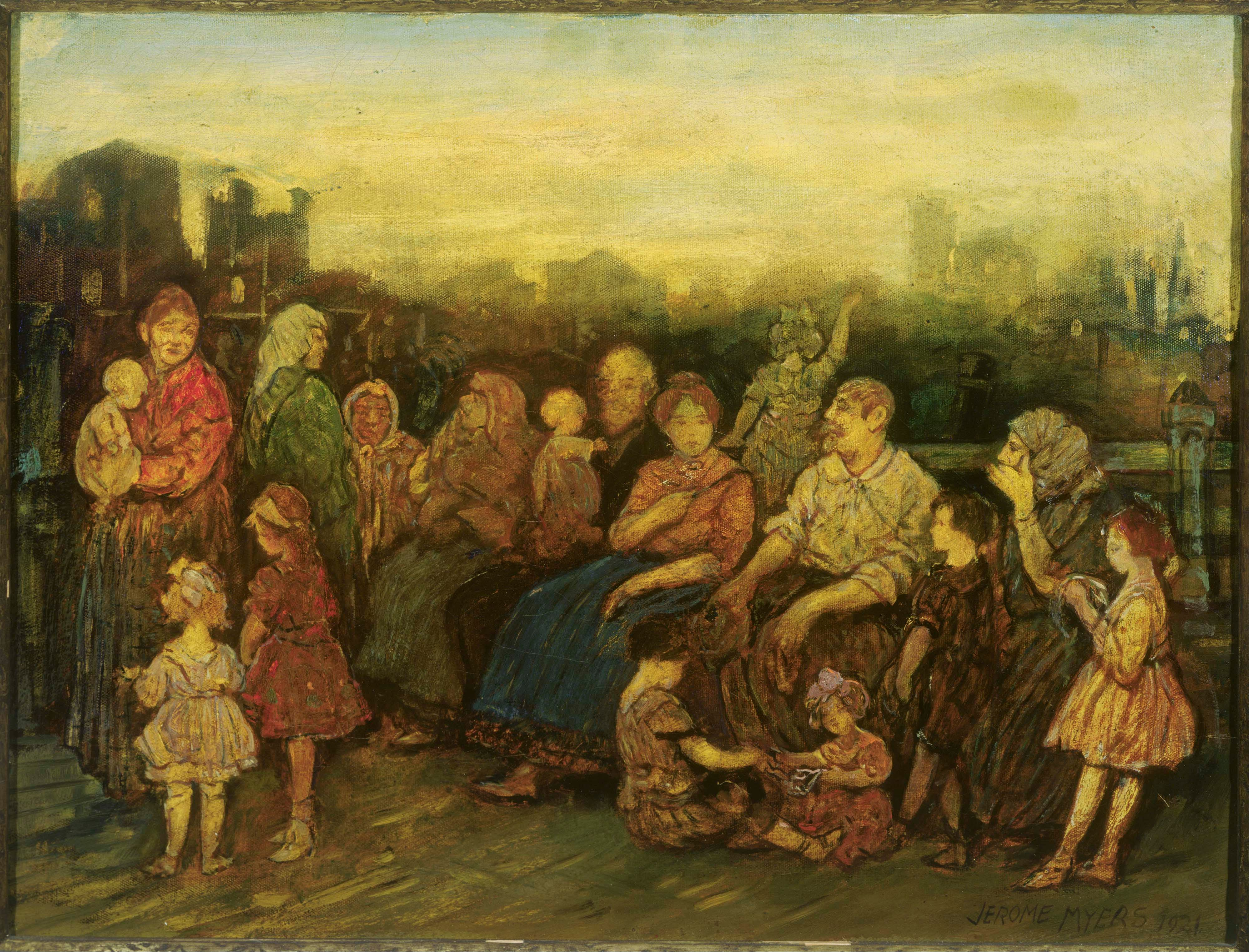
Wieczór na molo, 1921, Phillips Collection
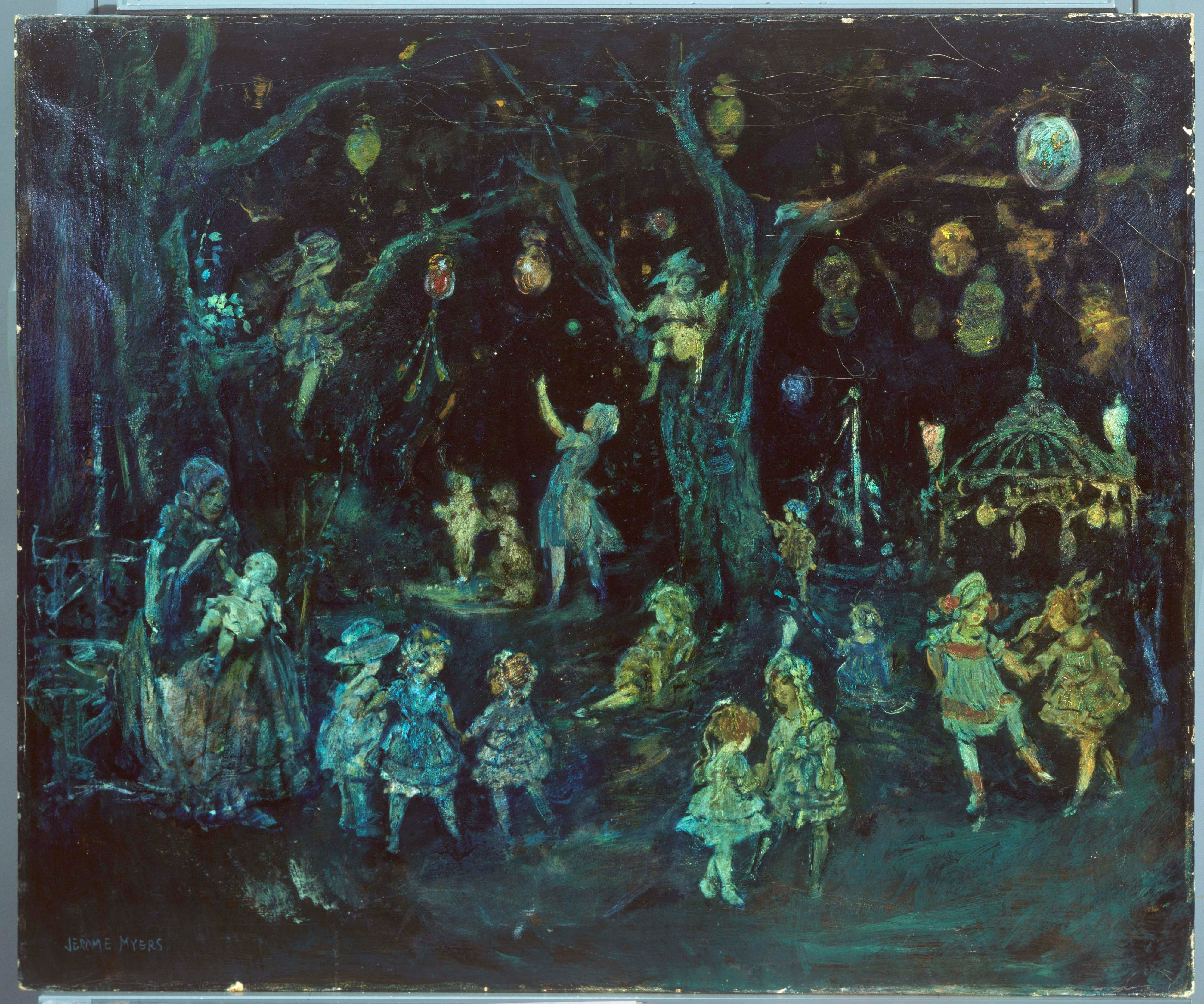
Kraina czarów, niedatowany, Phillips Collection

### Rysunki

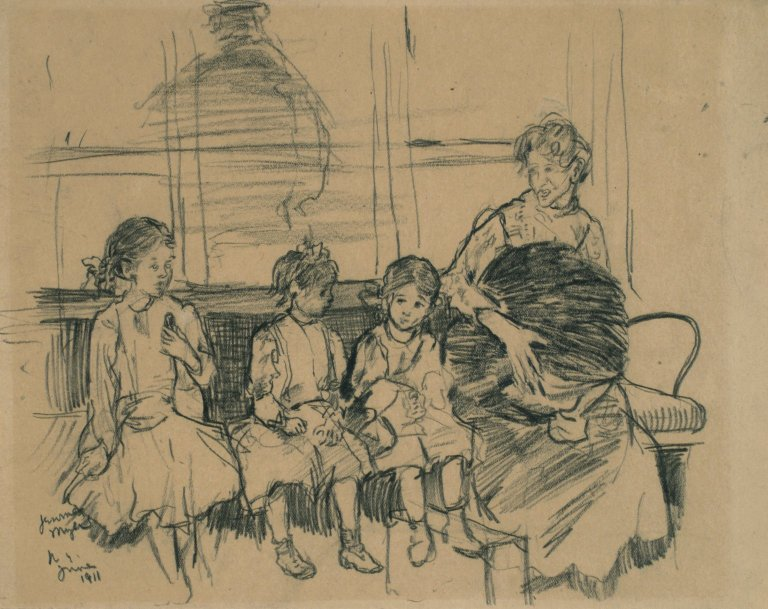
Kobieta z trojgiem dzieci, ok. 1911, Brooklyn Museum
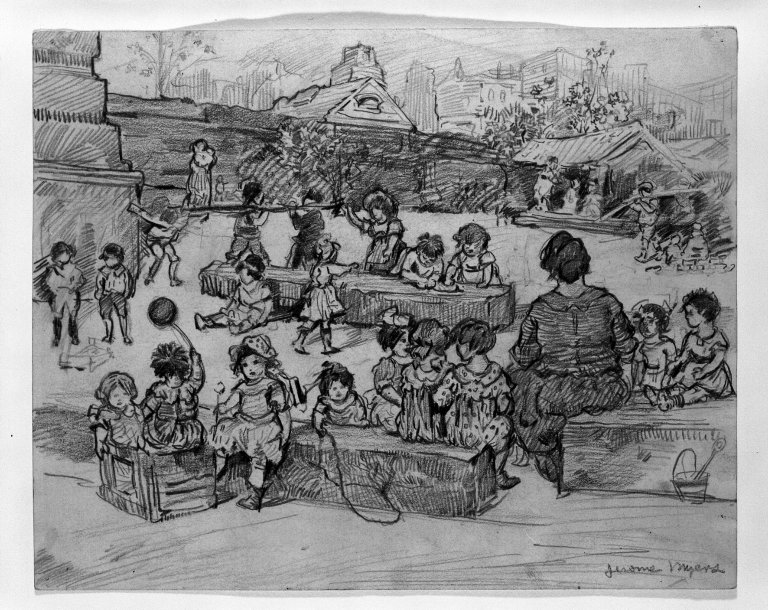
Bawiące się dzieci, ok. 1915, Brooklyn Museum
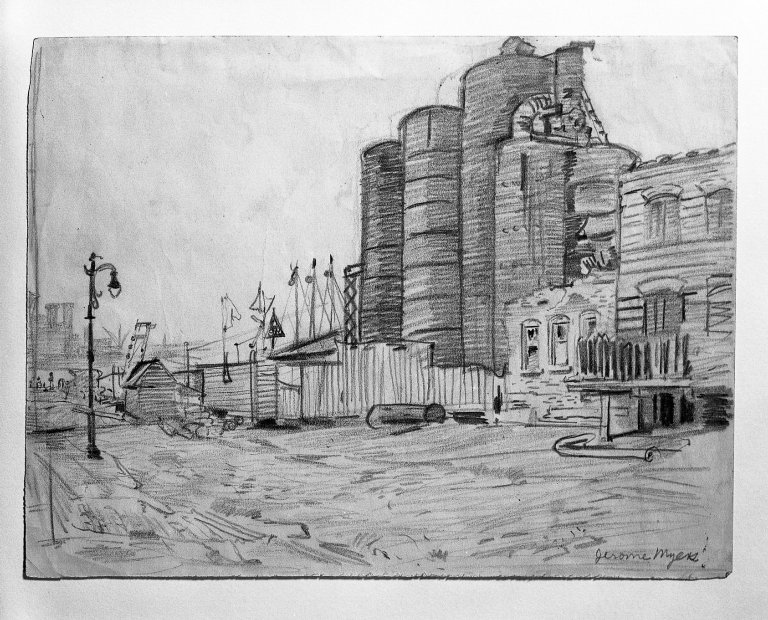
Widok doku, ok. 1920, Brooklyn Museum
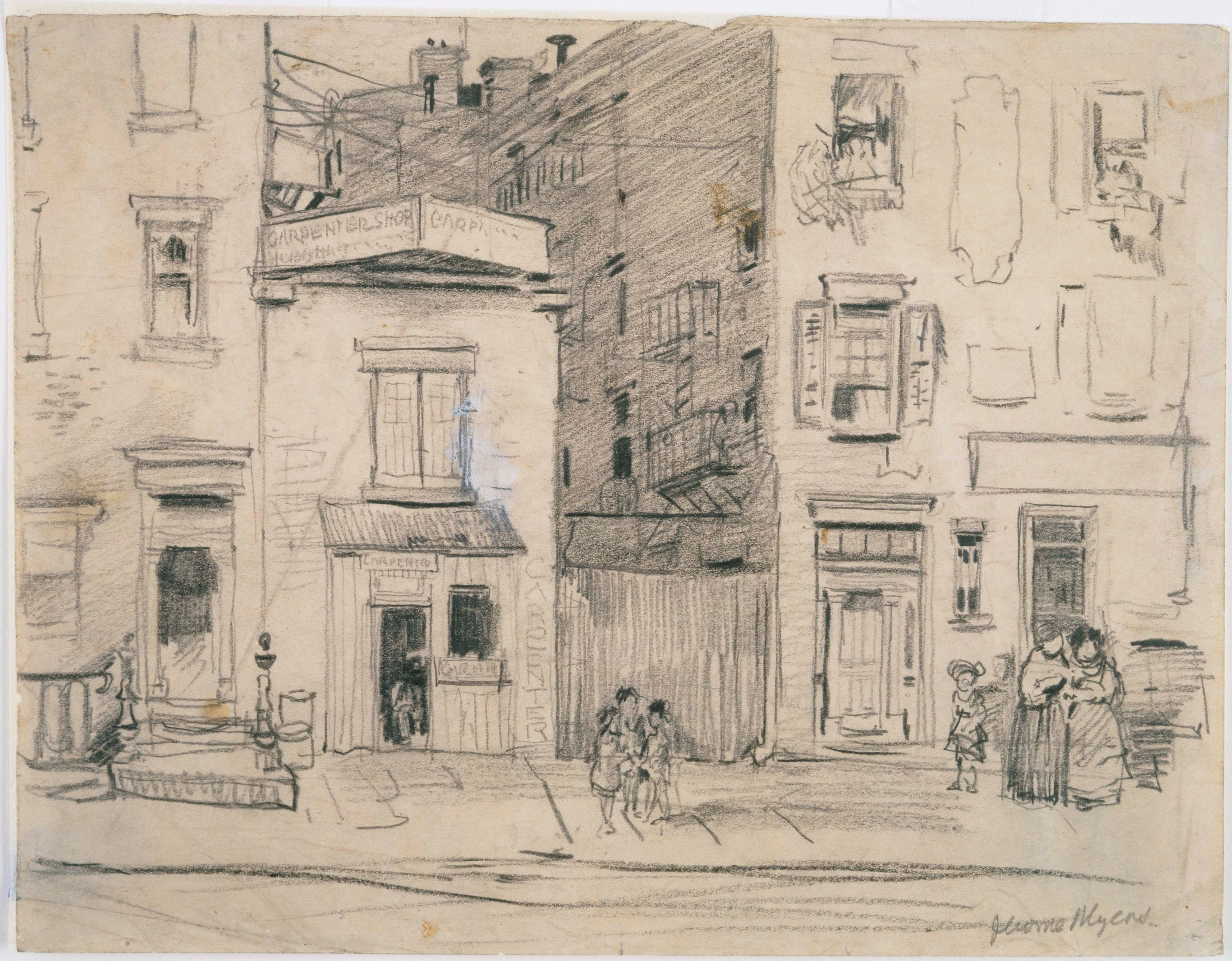
East 22nd Street, New York, niedatowany, Phillips Collection
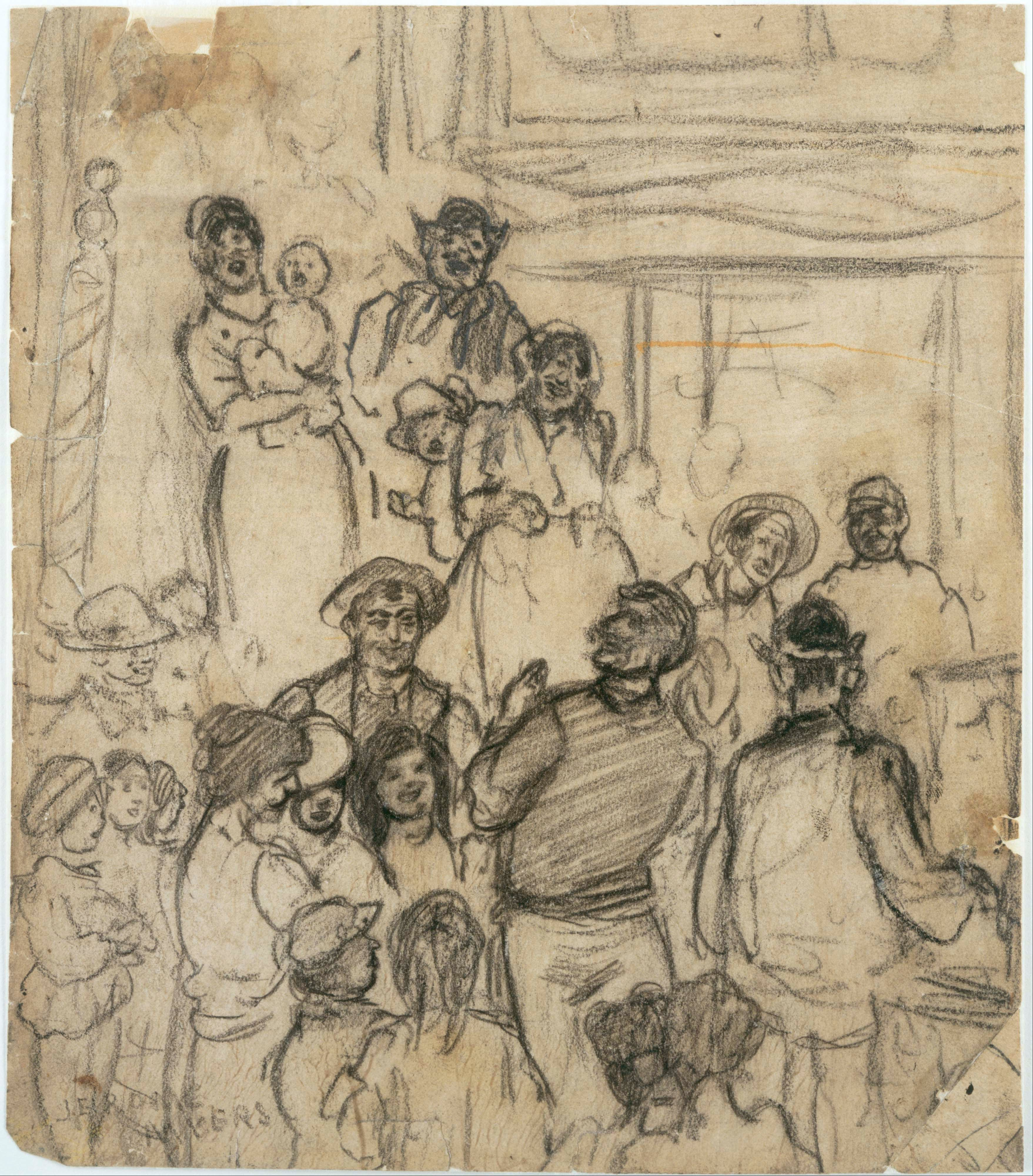
Uliczny śpiewak, niedatowany, Phillips Collection